# 東広島バイパス
東広島バイパス（ひがしひろしまバイパス）は、広島県の東広島市八本松町から安芸郡海田町南堀川町に至る国道2号のバイパス道路である。地域高規格道路「東広島廿日市道路」の一部を構成する。自動車専用道路であるため、125 cc以下の自動二輪車・原動機付自転車は通行不可。
事業名では広島市安芸区上瀬野町から東が安芸バイパス（あきバイパス）、西が東広島バイパスとなっているが、案内標識等では両区間を抱合する通称名として「東広島バイパス」が用いられている。

## 概要
国道2号の渋滞緩和、交通安全の確保などを目的として整備が進められた。2023年（令和5年）3月19日に最後の未開通区間が開通し、全線暫定2車線で開通。

### 路線データ

#### 安芸バイパス
- 路線名：一般国道2号
- 起点：広島県東広島市八本松町宗吉（国道2号西条バイパスと接続）
- 終点：広島県広島市安芸区上瀬野町上瀬野（国道2号東広島バイパスと接続）
- 延長：7.7 km
- 規格：第1種第3級（自動車専用道路）
- 設計速度：80 km/h
- 道路幅員（完成時）
  - 土工部：20.5 m
  - 橋梁部：19.5 m
  - トンネル部：17.0 m
- 車線幅員：3.5 m
- 車線数：4車線（当面暫定2車線）
- 事業主体：国土交通省中国地方整備局広島国道事務所

#### 東広島バイパス
- 路線名：一般国道2号
- 起点 : 広島県広島市安芸区上瀬野町上瀬野（国道2号 安芸バイパスと接続）
- 終点 : 広島県安芸郡海田町南堀川町（国道2号 新広島バイパスと接続）
- 総延長 : 9.6 km
- 規格 : 第1種第3級（自動車専用道路）
- 設計速度 : 80 km/h
- 道路幅員（完成時）
  - 海田地区（専用部） : 19.5 m
  - 土工部 : 20.5 m
  - 橋梁部 : 19.5 m
  - トンネル部 : 17.0 m
- 車線幅員 : 3.5 m
- 車線数 : 4車線（当面暫定2車線）
- 最高速度 : 70 km/h
- 事業主体 : 国土交通省中国地方整備局広島国道事務所

当バイパスは、海田地区に一般部（広島県道276号矢野海田線）が存在する。その概要は下記のとおり。
- 路線 : 広島県道276号矢野海田線
- 起点 : 広島県安芸郡海田町曽田
- 終点 : 広島県安芸郡海田町日の出町
- 総延長 : 1.8 km
- 規格 : 第4種第1級
- 設計速度 : 60 km/h
- 道路幅員 : 40.0 m
- 車線幅員 : 3.5 m
- 車線数 : 4車線（暫定2車線）
- 最高速度 : 50 km/h

全線開通により、一貫田や瀬野駅前などの現道の交差点で起こっていた激しい渋滞が緩和されるものと見込まれている。

## 沿革

### 安芸バイパス
- 1975年（昭和50年）2月 : 都市計画決定[3]。
- 1994年（平成6年）12月16日 : 地域高規格道路東広島廿日市道路の路線指定。
- 1995年度（平成7年度） : 事業化[3]。
- 1996年（平成8年）8月 : 都市計画変更（自動車専用道路へ変更）[3]。
- 1997年度（平成9年度） : 用地着手。
- 2000年度（平成12年度） : 工事着手。
- 2005年（平成17年）4月27日 : 安芸バイパスに並行して広島県事業の主要地方道志和インター線関連区間延長0.75 kmが開通[3]。
- 2006年（平成18年） : 大山トンネル竣工。
- 2007年（平成19年）2月 : 都市計画変更（有料から無料へ変更）[3]。
- 2018年（平成30年）4月16日 : 用地買収が完了[4]。
- 2021年（令和3年）8月2日 : 久井原トンネル（仮称）が貫通し、すべてのトンネルが貫通[5]。
- 2023年（令和5年）3月19日 : 全線暫定2車線で開通。同日には東広島バイパスの未開通区間も全線開通[2]。
- 2024年（令和6年）4月1日：安芸バイパス・東広島バイパスに並行する現道区間（東広島市八本松西三丁目 - 安芸郡海田町南大正町間延長18.8 km ）が広島県と広島市へ管理が移管され、一般国道2号の指定区間外として広島県西部建設事務所東広島支所・広島市安芸区役所・広島県西部建設事務所の管理となった[6]。

### 東広島バイパス
- 1974年（昭和49年）4月 : 都市計画決定[3]。
- 1975年（昭和50年）度 : 事業化[3]。
- 1977年（昭和52年）5月19日 : 海田高架橋 完成。
- 1982年（昭和57年）度 : 用地着手。
- 1990年（平成2年）2月13日 : 広島県告示第162号により側道部が、広島県道276号矢野海田線として認定。
- 1993年（平成5年）度 : 海田ランプ 工事着手。
- 1994年（平成6年）12月16日 : 地域高規格道路東広島廿日市道路の路線指定。
- 1996年（平成8年）8月 : 都市計画変更（自動車専用道路へ変更）[3]。
- 1996年（平成8年）10月 : 一般部の県道矢野海田線が暫定2車線で開通[3]。
- 1998年（平成10年）9月30日 : 海田ランプ (0.6km) 供用開始（海田高架橋と一体化し、海田分岐点より新広島バイパスに接続）[3]。
- 2006年（平成18年）3月25日 : 専用部として初めて、中野IC - 海田東IC間 (2.7 km) が暫定2車線で開通[3]。
- 2007年（平成19年）2月 : 都市計画変更（有料から無料へ変更）[3]。
- 2014年（平成26年）3月29日 : 瀬野西IC - 中野IC間 (4.4 km) が暫定2車線で開通[7][3]。
- 2014年（平成26年）9月12日 : 中野東IC 供用開始[8]。
- 2014年（平成26年）9月 : 海田東IC - 海田西IC間が着工[9]。
- 2023年（令和5年）3月19日 : 安芸バイパス・東広島バイパスの未開通区間であった八本松西IC - 瀬野西IC間延長8.4 kmおよび海田東IC - 海田西IC間延長1.6 kmが暫定2車線で開通し、全線開通[2]。
- 2024年（令和6年）4月1日：安芸バイパス・東広島バイパスに並行する現道区間（東広島市八本松西三丁目 - 安芸郡海田町南大正町間延長18.8 km ）が広島県と広島市へ管理が移管され、一般国道2号の指定区間外として広島県西部建設事務所東広島支所・広島市安芸区役所・広島県西部建設事務所の管理となった[6]。

## 路線状況

### 主要構造物
- 大山トンネル（八本松西IC - 上瀬野IC）（2007年完成、東広島市・広島市境界を含む、延長1,380 m）
- 大山高架橋（八本松西IC - 上瀬野IC）（延長358 m）
- 清谷高架橋（上瀬野IC - 瀬野東IC）（延長236 m）
- 久井原トンネル（上瀬野IC - 瀬野東IC）（延長876 m）
- 奥野原高架橋（上瀬野IC - 瀬野東IC）（延長169 m）
- 熊野川高架橋（上瀬野IC - 瀬野東IC）（延長539.5 m）
- 神原高架橋（瀬野東IC - 瀬野西IC）（延長77.5 m）
- 神原トンネル（瀬野東IC - 瀬野西IC）（安芸バイパス・東広島バイパスの名義上境界を含む、延長183 m）
- 瀬野高架橋（瀬野東IC - 瀬野西IC）（延長128 m）
- ひよき川橋（瀬野西IC - 中野東IC）（上り延長19.5 m、下り延長20.5 m）
- 大藤橋（瀬野西IC - 中野東IC）（上り延長112 m、下り延長110 m）
- 平原第1橋（中野東IC - 中野IC）（延長79 m）
- 平原第2橋（中野東IC - 中野IC）（延長80 m）
- 清防川橋（中野東IC - 中野IC）（延長49 m）
- 清光寺川橋（中野東IC - 中野IC）（延長85 m）
- 中野トンネル（中野東IC - 中野IC）（延長568 m）
- 押手高架橋（中野IC - 海田東IC）（延長107.5 m）
- 押手トンネル（中野IC - 海田東IC）（上り、延長246 m）
- 押手第1トンネル（中野IC - 海田東IC）（下り仮称、延長240 m）
- 押手第2トンネル（中野IC - 海田東IC）（下り仮称、延長110 m）
- 国信トンネル（中野IC - 海田東IC）（下り仮称、延長130 m）
- 国信跨線橋（中野IC - 海田東IC）（延長50 m）
- 国信高架橋（中野IC - 海田東IC）（延長74.5 m）
- 国信第1トンネル（中野IC - 海田東IC）（上り延長100 m、下り仮称延長100 m）
- 国信第2トンネル（中野IC - 海田東IC）（上り延長225 m、下り仮称延長220 m）
- 海田ランプ橋
- 海田高架橋 (858 m)

### 当該道路の位置関係
（福山方面） - 西条バイパス - 東広島バイパス - 新広島バイパス/広島南道路 - （岩国方面）

## 地理

### 通過する自治体
- 広島県
  - 東広島市 - 広島市安芸区 - 安芸郡海田町

### インターチェンジ
海田地区一般部については広島県道276号矢野海田線を参照。
- 施設名欄の背景色が■である部分は施設が供用されていない、または完成していないことを示す。
- 路線名の特記がないものは市道。

| 施設名                                  | 接続路線名                               | 大阪から (km) | 備考                     | 所在地        |
| --------------------------------------- | ---------------------------------------- | ------------- | ------------------------ | ------------- |
| 国道2号西条バイパス 福山・三原方面      |                                          |               |                          |               |
| 八本松西IC                              | 国道2号 県道83号志和インター線           | 306.8         |                          | 東広島市      |
| 上瀬野IC                                | 国道2号                                  | 310.3         | 広島市街・岩国方面出入口 | 広島市 安芸区 |
| 瀬野東IC                                | 国道2号                                  | 313.4         | 東広島・福山方面出入口   | 広島市 安芸区 |
| 瀬野西IC                                | 国道2号                                  | 315.4         | 広島市街・岩国方面出入口 | 広島市 安芸区 |
| 中野東IC                                |                                          | 317.1         | 東広島・福山方面出入口   | 広島市 安芸区 |
| 中野IC                                  |                                          | 319.7         | 広島市街・岩国方面出入口 | 広島市 安芸区 |
| 海田東IC                                | 県道276号矢野海田線                      | 322.4         | 東広島・福山方面出入口   | 安芸郡 海田町 |
| 海田西IC                                | 県道276号矢野海田線 広島南道路（事業中） | 324.0         | 広島・岩国方面出入口     | 安芸郡 海田町 |
| 海田ランプ                              | 国道31号 呉方面                          |               |                          | 安芸郡 海田町 |
| 国道2号（新広島バイパス）広島・岩国方面 |                                          |               |                          |               |

## 備考
- 前述通り2014年3月29日に中野IC - 瀬野西ICの供用が開始された際には、瀬野駅前周辺 - 海田までバイパスのみでも往来が可能となり、並行する2号線の瀬野駅前、平原橋東詰などの交差点の渋滞は解消基調になった一方で、東側の西条バイパス溝迫交差点 - 瀬野西ICまでは現道を介しての往来しかできないため志和IC入口 - 上瀬野一丁目（瀬野西ICと接続）までの渋滞が供用前に比べ通勤時に激しくなるなどの影響も出た[18]。なお、西条バイパスからは2023年3月19日にバイパスのみでの直結が出来るようになった。